# Богатырёвка (Томская область)
Богатырёвка — село в Бакчарском районе Томской области, Россия. Входит в состав Высокоярского сельского поселения.
Население — ↘182 (2021).

## География
Через населённый пункт протекает река Андарма. Несколько севернее в северо-западном направлении между Богатырёвкой и заброшенным посёлком Мощевикино проходит ответвляющаяся от трассы Р399 дорога до Парбига.

## Население
| 2002 | 2010 | 2012 | 2013 | 2014 | 2015 | 2021 |
| ---- | ---- | ---- | ---- | ---- | ---- | ---- |
| 384  | ↘342 | ↘329 | ↗336 | ↘329 | ↘323 | ↘182 |

## Местное самоуправление
Глава поселения — Галица Дмитрий Васильевич.

## Социальная сфера и экономика
В деревне работают средняя общеобразовательная школа, библиотека и фельдшерско-акушерский пункт.
Действуют несколько частных предпринимателей, работающих в сфере сельского хозяйства и розничной торговли.